# 오리하라역
오리하라역(일본어: 折原駅, おりはらえき)은 일본 사이타마현 오사토군 요리이정에 있는 동일본 여객철도(JR동일본) 하치코 선의 역이다.

## 타는 곳
|                       | ■하치코 선 | 오가와마치・고마카와 방면 |
| 요리이・다카사키 방면 | ■하치코 선 |                           |

## 인접역
동일본 여객철도
■하치코 선
다케자와 - 오리하라 - 요리이